# Pnei Kedem
Pnei Kedem (en hebreu: פני קדם) és un assentament i un lloc avançat israelià, que està situat al costat de l'assentament israelià de Metzad, en la part sud-est del bloc d'assentaments de Gush Etzion, en l'Àrea de Judea i Samaria, en la Cisjordània ocupada per l'estat sionista (Israel). El poble es troba al sud de Betlem, en les muntanyes orientals de Judea, prop de Nahal Arugot, a una alçada de 930 metres sobre el nivell del mar, a 14 quilòmetres i mig de la Línia verda, fora del mur de seguretat.
La comunitat internacional considera il·legals tots els assentaments israelians a Cisjordània sota el dret internacional, però el govern israelià no està d'acord amb aquesta opinió. La població de Pnei Kedem rep els seus serveis municipals del Consell Regional de Gush Etzion, que esmenta a l'assentament en el seu lloc web oficial com una comunitat separada. Però com les autoritats israelianes no reconeixen al lloc d'avançada com un municipi independent, l'Oficina Central d'Estadístiques d'Israel, considera que els seus residents viuen a Metzad. Segons el canal de televisió Arutz Sheva, Pnei Kedem va ser la llar de 32 famílies en 2011 i va acollir a nous residents.

## Nahal Arugot
El lloc avançat va ser construït a l'octubre de l'any 2000 amb ajuda de l'organització Amana, dins dels límits del proper assentament israelià de Metzad i a les terres adjacents. En 2003, Pnei Kedem va rebre l'estatut de municipi permanent sense ser legalitzat, rebent llum i altres serveis per part del Ministeri de Defensa Israelià, malgrat la promesa del govern israelià en el Full de ruta per eliminar els llocs d'avançada il·legals. Segons el diari Jerusalem Post, en 2008, els colons de Pnei Kedem van rebre entrenament antiterrorista sobre com neutralitzar ràpidament als terroristes.